# Hundsrose
Die Hundsrose (Rosa canina), auch Hunds-Rose, Heckenrose, Heiderose oder Hagrose genannt, ist eine Pflanzenart innerhalb der Familie der Rosengewächse (Rosaceae). Sie ist die mit Abstand häufigste wild wachsende Art der Gattung Rosen (Rosa) in Mitteleuropa.

## Namen
Das Artepitheton canina leitet sich von lateinisch canis ‚Hund‘ ab, der deutsche Name Hundsrose ist eine Übersetzung von Rosa canina (oder Rubus caninus). Für den Trivialnamen „Hundsrose“ gibt es mehrere Erklärungen. Einerseits werden zusammengesetzte Wörter (Komposita) mit „Hund-“ als Zuschreibung verwendet, um etwas Niedriges, möglicherweise Verachtenswertes, auszudrücken; die Hundsrose wäre also die „gemeine“ oder „gewöhnliche“ Rose. Andererseits wurde die Hundsrose als Heilmittel gegen die auch „Hundswut“ genannte Tollwut angegeben, die oft durch Hundebisse übertragen wurde.

## Beschreibung

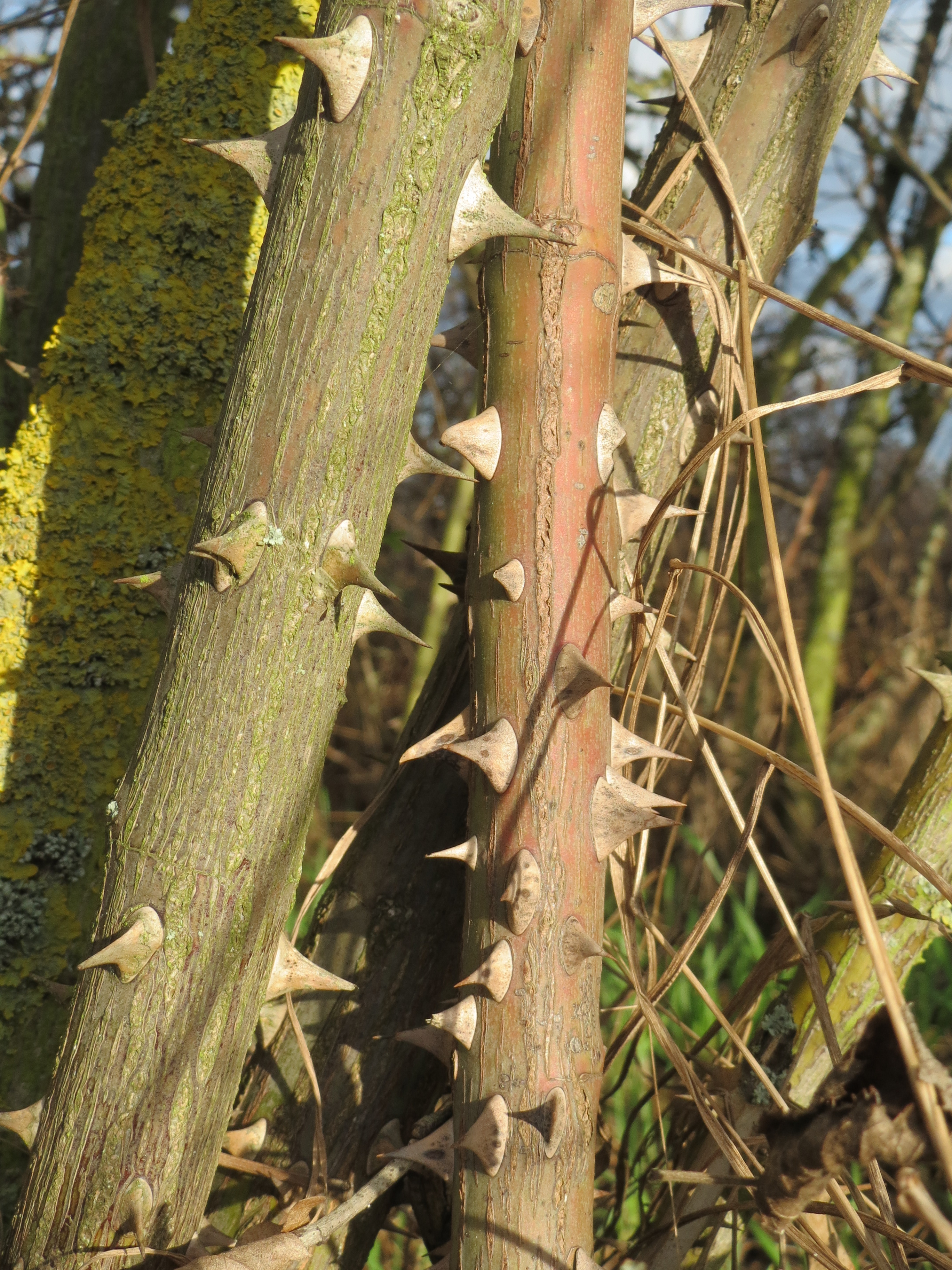
Stacheln

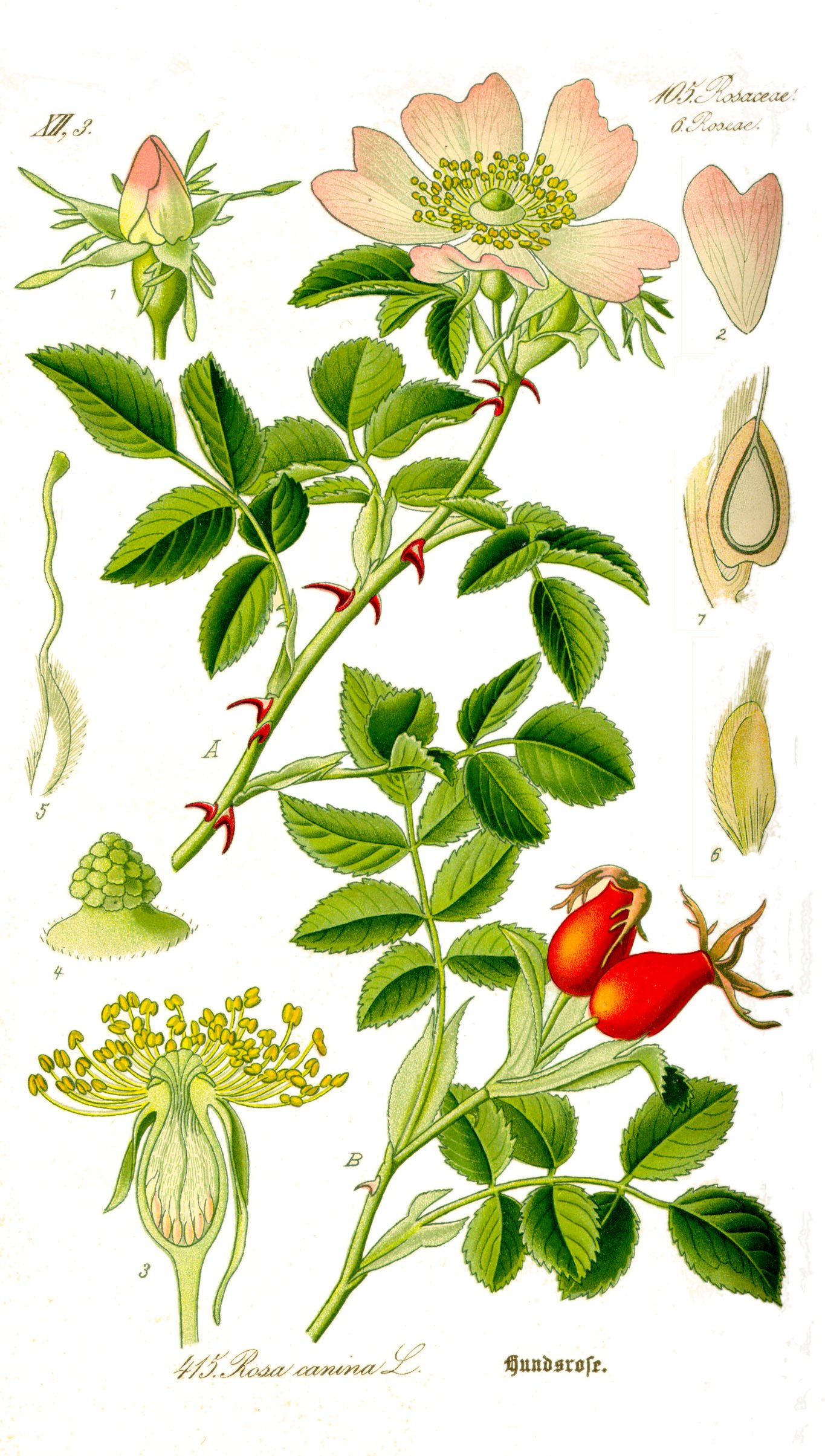
Illustration von Otto Wilhelm Thomé

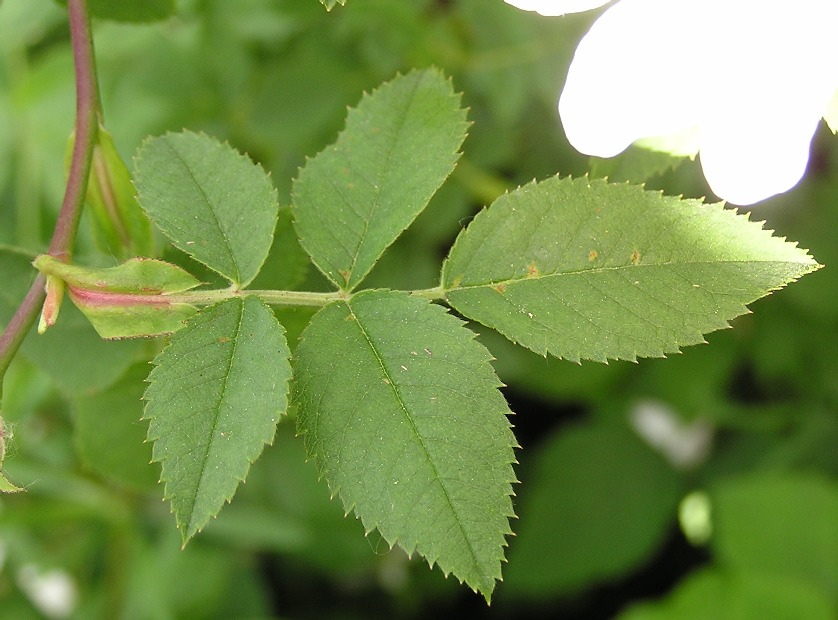
Gefiedertes Laubblatt mit Nebenblättern

### Vegetative Merkmale
Die Hundsrose wächst als sommergrüner, aufrechter, lockerer Strauch und bildet lange, bogig überhängende Äste und Zweige. Meist wird sie zwei bis drei Meter hoch, selten vier; im Schatten kann sie als Spreizklimmer auch höher werden. Sie ist schnellwüchsig und meist breiter als hoch. Die Stacheln sind gleichartig: Sie haben eine breite, herablaufende Basis, sind kräftig und hakig, nur selten sichelig.
Die wechselständig angeordneten Laubblätter sind in Blattstiel und Blattspreite gegliedert. Blattstiel und Blattrhachis sind meist kahl, selten mit einzelnen Härchen, drüsenlos oder mit einzelnen Stieldrüsen, seltener stärker mit Drüsen besetzt. Die unpaarig gefiederte Blattspreite besteht je nach Varietät aus sehr unterschiedlichen fünf oder sieben Fiederblättchen. Die derben und starren Fiederblätter sind von frischgrüner Farbe, nur selten hechtblau überlaufen, glänzend oder matt bereift. Die Fiederblättchen sind meistens 1,5-mal so lang wie breit und elliptisch bis eiförmig. Die Basis der Fiederblättchen ist gerundet, und am oberen Ende steht eine kurze, nicht klar abgesetzte Spitze. Der Rand der Fiederblättchen ist seltener regelmäßig einfach gesägt, häufiger ein- bis zweifach drüsig gesägt. Die in der Regel schmalen, spitz und nach vorne streichenden Blättchenzähne tragen Knorpelspitzen, Drüsenrudimente oder einzelne Drüsen. Blattober- wie -unterseiten sind kahl, die Oberseite ist drüsenlos, die Unterseite kann drüsig sein. Die kahlen Nebenblätter besitzen einen kahlen oder häufiger drüsig gewimperten Rand. Die Drüsen der Hundsrose haben keinen auffälligen Duft. Die Herbstfärbung der Laubblätter ist fahlgelb.

### Blüte

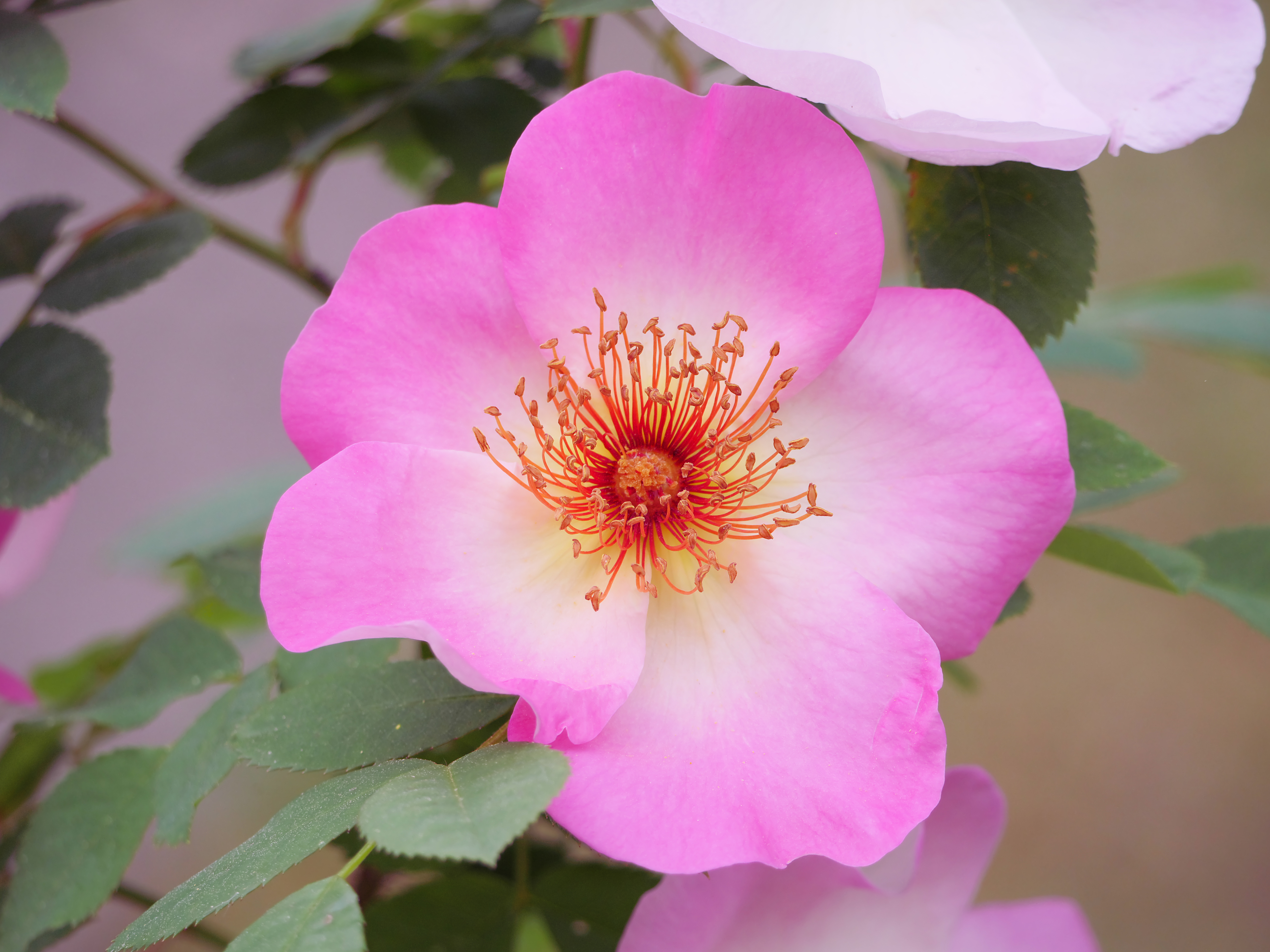
Radiärsymmetrische Blüte mit fünf Kronblättern und vielen Staubblättern

An den Sträuchern sitzen meist viele rosafarbige Blüten, die einzeln oder bis zu zehnt (selten zahlreicher) zusammenstehen. Die einzelnen Blüten sind nur wenige Tage geöffnet. Der meist drüsenlose Blütenstiel ist 1 bis 2, selten bis 3 Zentimeter lang. Hochblätter sind kaum bis gut entwickelt, meist drüsenlos, am Rand aber drüsig gewimpert.
Die zwittrigen Blüten sind radiärsymmetrisch und fünfzählig mit doppelter Blütenhülle. Die fünf kahlen und drüsenlosen bis drüsig gewimperten Kelchblätter sind nach der Anthese zurückgeschlagen und fallen frühzeitig ab, so dass sie zur Fruchtreife nicht mehr vorhanden sind. Der Durchmesser der Blütenkrone beträgt meist 3,5 bis 4,5 cm, seltener zwischen 2,5 und 5 cm. Die fünf Kronblätter sind meist hellrosafarben, (als „Weiße Heckenrose“) selten weiß oder kräftig rosafarben.
Die Zahl der Staubblätter ist unterschiedlich, liegt aber zwischen 20 und 100. Die Griffel sind kahl, steifhaarig oder wollig behaart. Das Narbenköpfchen ist vom Huttyp, selten vom Buketttyp. Blütezeit ist im Juni, sie ist einmal blühend.

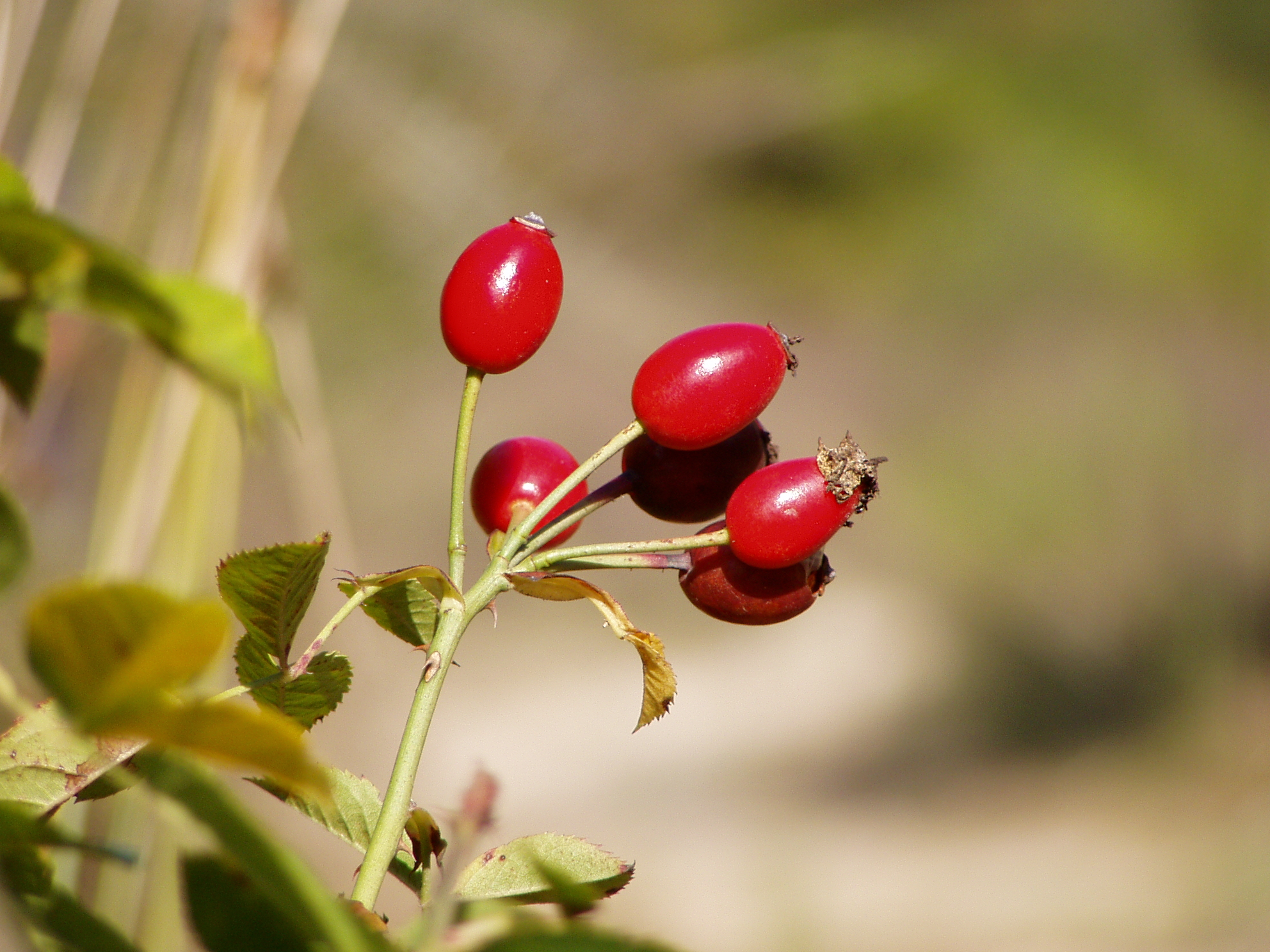
Die reifen Früchte tragen keine Kelchblätter

### Frucht
Die Früchte, die sogenannten Hagebutten, sind von der Gestalt sehr variabel, bei der Hundsrose kommen praktisch alle bekannten Hagebuttenformen vor. An einem Strauch ist die Form – mit Ausnahme der endständigen Zentralbutte – immer gleich: Am häufigsten sind sie länglich-ellipsoidisch oder eiförmig. Sie sind meist drüsenlos, nur bei stieldrüsigen Formen kann auch die Basis der Hagebutten mit Drüsen besetzt sein. Der Stiel der Hagebutte ist meist ein- bis zweimal so lang wie die Hagebutte, häufig auch kürzer, nur selten auch länger. Zur Reife sind die Hagebutten rot und hart, häufig sind sie auch im Frühling noch am Strauch. Der Griffelkanal ist eng, der Diskusring ist breit. Der Diskus ist schwach bis stark konvex und hat einen Durchmesser von 3,2 bis 5, selten 6 Millimetern. Die Reife erfolgt im Vergleich zu anderen Rosen sehr spät im Oktober und November, selten schon im September.

### Genetik
Die Chromosomenzahl beträgt 2n=35. Wie alle Arten der Sektion Caninae verfügt die Hundsrose über eine besondere Form der Meiose, die balancierte Heterogamie.

### Inhaltsstoffe
Vitamine (insbesondere Vitamin C in der fleischigen Fruchtschale), Farbstoffe (Carotinoide), Zucker, Gerbstoffe, organische Säuren, Pektin, ätherisches Öl und andere Substanzen.

## Ökologie
Die Hundsrose ist ein winterkahler Dornstrauch mit überwiegend grünen, Photosynthese treibenden Zweigen. Als Spreizklimmer kann sie im Schatten über 5 m hoch werden; sie wird maximal bis zu 300 Jahre alt. Im ersten Jahr wachsen bis über 2 m lange, einfache Schösslinge heran. Im zweiten Jahr entwickeln sich aus den Achseln der vorjährigen Blätter kurze Seitentriebe, die oft in Blüten enden. Die sprichwörtlichen „Dornen“ der Rose sind in Wirklichkeit Stacheln; sie dienen als Kletterorgane, Fraßschutz und eventuell auch als Kondensationspunkte für Tau. Die Wurzel der Hundsrose bildet eine VA-Mykorrhiza aus. Sie ist eine Licht- bis Halbschattenpflanze.
Die Blüten sind homogame „Pollen-Scheibenblumen“, d. h., sie haben keinen Nektar. Der Farbkontrast zwischen den gelben Staubbeuteln und den rosa Kronblättern ist für die Schauwirkung der Blüte verantwortlich. Die Blütenfarbe wird durch Anthocyane, vor allem durch Cyanidin hervorgerufen. Der Pollen steht den Blütenbesuchern nur vormittags zur Verfügung. Bestäuber sind Insekten aller Art außer Schmetterlinge. Sie setzen sich in die Mitte der Blüte und bewirken so eine Fremdbestäubung. Auch die Selbstbestäubung ist teilweise erfolgreich. Ob daneben Samen auch durch Apomixis entstehen können, ist unklar. Die Chromosomen stammen überwiegend von der Mutterpflanze.
Zahlreiche Fruchtblätter bilden ein apokarpes Gynoeceum. Die Kelchblätter sind spiralig zu einer 2/5-Schraube gedreht, die untersten sind weitgehend laubig (geteilt), nach oben zu werden sie fortschreitend vereinfacht. Hierzu gibt es den Rätselvers: „Fünf Brüder sind’s, / zu gleicher Zeit geboren, / zwei tragen einen vollen Bart, / dem dritten ist die Wang geschoren, / die beiden letzten bleiben unbehaart.“
Die Früchte, Hagebutten genannt, sind Sammelnussfrüchte. Sie entstehen dadurch, dass die freistehenden Fruchtknoten zu Nüsschen, „Kerne“ genannt, heranwachsen und insgesamt von dem zur Reife fleischigen Fruchtbechern umschlossen werden. Die Rotfärbung des Fruchtbechers wird durch Karotinoide, insbesondere durch Lycopin, hervorgerufen. Es erfolgt Versteck- und Verdauungsausbreitung. Fruchtreife ist von September bis Oktober.
Die vegetative Vermehrung geschieht durch Wurzelsprosse, unterirdische Ausläufer und durch herabgesenkte, sich bewurzelnde Zweige.

### Schädlinge
Nicht selten findet man an Rosen mehrere Zentimeter breite Gallbildungen, die „Rosenäpfel“ oder „Schlafäpfel“ genannt werden, das sind Gewebewucherungen, die nach dem Einstich der Rosengallwespe (Gemeine Rosengallwespe) entstehen und die in mehreren kleinen Kammern deren Larven beherbergen. Gelegentlich findet man in den Blüten der Hundsrose einzelne Gartenlaubkäfer, die an den Blütenblättern kleine Fraßspuren hinterlassen. Auch der selten gewordene Goldglänzende Rosenkäfer ist auf Hundsrosenblüten anzutreffen.

## Vorkommen
Die Hundsrose kommt in ganz Europa mit Ausnahme der nördlichsten Gebiete vor: Sie fehlt in Finnland und Island, in den Küstenregionen Norwegens kommt sie bis zum 62. Breitengrad vor. Im Osten verläuft die Arealgrenze vom Ladogasee im Norden bis zur Wolga. Östlich davon gibt es Einzelvorkommen bis zum Ural. Zudem kommt sie im Nordwesten Afrikas vor und in Vorderasien, wobei sie in Jordanien und Israel selten ist und im Irak fehlt. Im Pamir gibt es ein isoliertes Teilareal. In Nordamerika ist die Hundsrose ein Neophyt.
Die Hundsrose ist häufig, lediglich in Gebirgslagen und in Sandgebieten ist sie selten. Sie bevorzugt mäßig trockene bis frische Böden, die basenreich, mäßig sauer bis milde sind. Oft sind die Böden humos und tiefgründig, sie wächst aber auch auf steinigen Lehm- und Sandböden sowie auf Auböden.
Sie wächst an Straßen- und Wegrändern, auf Weiden, in Hohlwegen, in Gebüschen, Waldsäumen, lichten Wäldern und auf Strandwällen. Sie ist ein Pioniergehölz und pflanzensoziologisch eine Charakterart der Prunetalia.
Die Hundsrose kommt in Mitteleuropa vom Tiefland bis in die Gebirge vor, kommt also von der planaren bis in die montane Höhenstufe vor, selten bis in die subalpine. In den Alpen steigt sie bis in Höhenlagen von 1680 Metern. In den Allgäuer Alpen steigt sie auf der Kessel-Alpe beim Immenstädter Horn oberhalb Bühl am Alpsee bis zu einer Höhenlage von 1200 Metern auf.

## Systematik
Die Erstveröffentlichung von Rosa canina erfolgte 1753 durch Carl von Linné in Species Plantarum, 1, S. 491. Synonyme von Rosa canina L. sind: Rosa ciliatosepala Blocki, Rosa corymbifera Borkh., Rosa dumetorum Thuill.
Rosa canina gehört zur Subsektion Caninae in der Sektion Caninae (Hundsrosen) innerhalb der Gattung Rosa.
Rosa canina ist sehr formenreich, weshalb in der Vergangenheit einige hundert Arten dieser Sippe beschrieben wurden. Sie werden heute nicht mehr anerkannt. Auch die von I. Klášterský 1968 im Rahmen der Flora Europaea aufgestellten Kleinarten werden heute meist nicht mehr als eigenständige Arten akzeptiert. Vielfach sind regionale Sippen morphologisch gut abgrenzbar, ihr taxonomischer Status ist jedoch unklar.
Henker führt in der Flora Mitteleuropas folgende Sippen innerhalb der Rosa canina an, die er vorläufig als Varietäten einstuft:
- Rosa canina var. glandulosa Rau: die häufigste Sippe in Mitteleuropa
- Rosa canina var. andegavensis (Bastard) Arechav.: selten bis zerstreut
- Rosa canina var. scabrata Crépin ex Scheutz: selten.
- Rosa canina var. blondaeana Rip. ex Crépin: selten.

Die Sippe, wie hier vorgestellt, wird nicht von allen Autoren im Artrang geführt. Manche führen sie als Unterart einer weiter gefassten Art Rosa canina zusammen mit Rosa corymbifera, teils auch mit Rosa tomentella. Die Artengruppe Rosa canina agg. im Sinne der Liste der Gefäßpflanzen Mitteleuropas (Ehrendorfer, 1973) umfasste die als eigene Arten eingestuften Sippen Rosa andegavensis, Rosa blondaeana, Rosa canina s. str. und Rosa squarrosa.
Die Hundsrose bildet mit den meisten europäischen Wildrosen Bastarde, sehr formenreich sind die Bastarde mit Rosa gallica, Rosa pendulina und Rosa spinosissima. Der bekannteste Bastard ist der mit Rosa tomentosa, Rosa ×scabriuscula, die lange als eigene Art geführt wurde.

## Nutzung

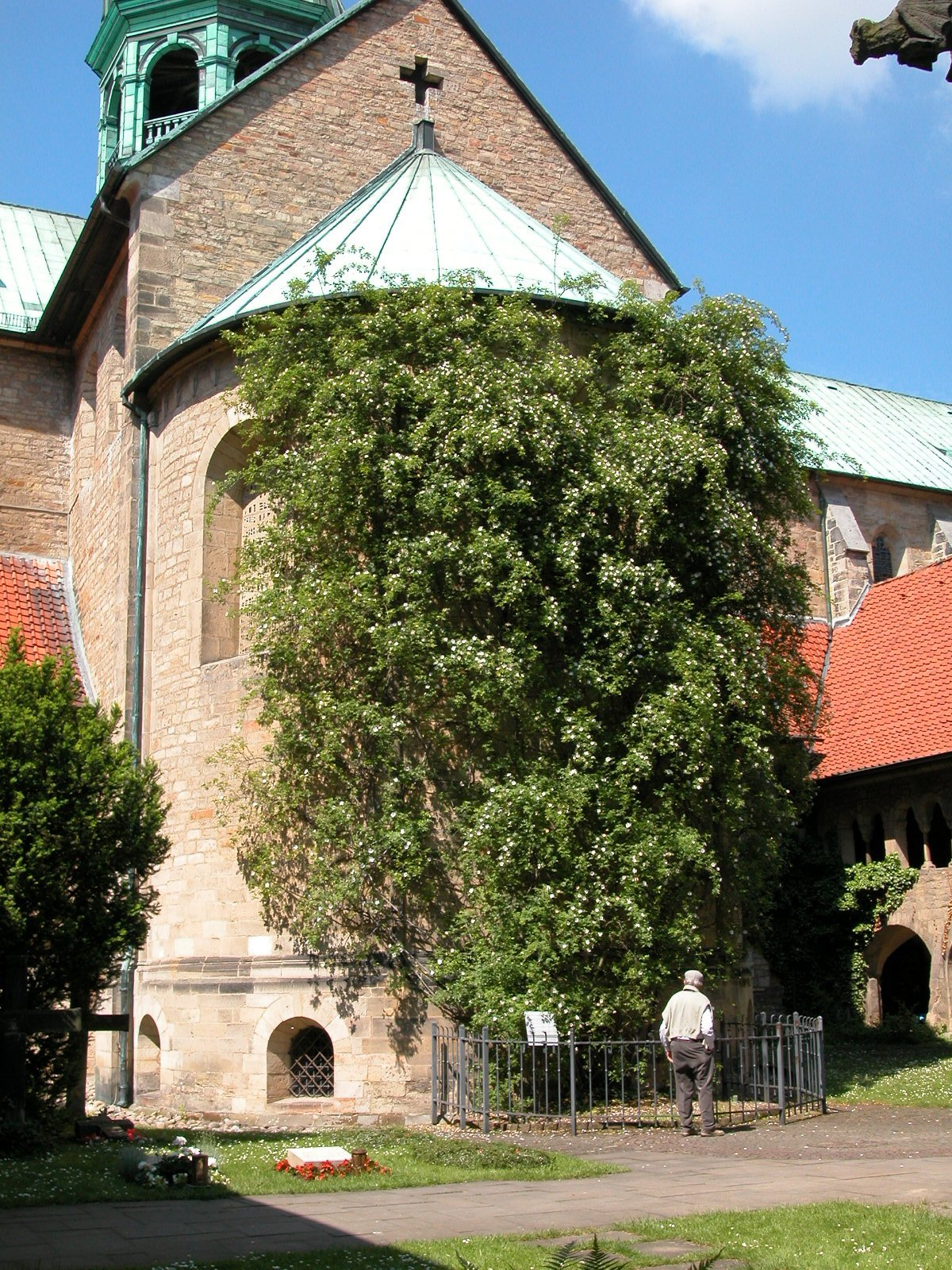
Der Tausendjährige Rosenstock am Hildesheimer Dom

Die Hundsrose wird als Pioniergehölz für Misch- und Schutzpflanzungen verwendet, als Bodenfestiger an Hängen, Böschungen und Halden, zur Wiederbegrünung von Lehm- und Sandgruben. Als Zierstrauch hat sie eine Bedeutung in naturnahen Gärten. Für Rosenschulen ist sie die wichtigste Rosenunterlage zur Veredelung von Rosensorten. Die Hagebutten werden vielfältig verwendet, so für Tees und für die Herstellung des Hagebuttenweins und Hagebuttenöls.
Ein berühmtes und sehr altes Exemplar der Hundsrose ist der sogenannte Tausendjährige Rosenstock in Hildesheim.